# Einwegbioreaktor
Ein Einwegbioreaktor ist ein Bioreaktor, bei dem die Teile, die mit dem Kulturmedium in Kontakt geraten, aus Einwegmaterial hergestellt sind. Im englischen Sprachgebrauch wird er als Disposable Bioreactor oder Single-use Bioreactor bezeichnet. Kommerzielle Einwegbioreaktoren werden seit Ende der 1990er Jahre von Bioreaktorherstellern angeboten.

## Einwegtechnologie bei Bioreaktoren
In der tierischen Zellkulturtechnik ersetzen Einwegbioreaktoren vermehrt traditionelle Bioreaktoren. Im Gegensatz zu herkömmlichen Systemen kommen bei Einwegbioreaktoren vorsterilisierte Einwegbeutel zum Einsatz. Der Einwegbeutel ersetzt dabei das traditionelle Kulturgefäß aus Glas oder Edelstahl. Für Bioprozessanwendungen werden meistens dreilagige Verbundfolien als Einwegmaterial eingesetzt. Diese bestehen aus einer mechanischen Stützschicht (z. B. PET, LDPE), einer gasundurchlässigen Barriereschicht (z. B. EVA, PVDC) und einer Kontaktschicht (z. B. EVA, PP). Für viele Anwendungen müssen die Einwegmaterialien von einer Arzneimittelzulassungsbehörde zertifiziert sein.

### Bauformen
Man unterscheidet grundsätzlich zwei unterschiedliche Bauweisen von Einwegbioreaktoren, die sich in der Technologie der Durchmischung unterscheiden. Einerseits gerührte Einwegbioreaktoren, die den konventionellen Bioreaktoren nachempfunden sind. Die Rührorgane sind jedoch ebenfalls als Einwegprodukte ausgelegt und bereits im Einwegbeutel integriert und vorsterilisiert. Bei der Verwendung des Beutels werden diese mechanisch oder magnetisch mit dem Rührmotor des eigentlichen Bioreaktors gekoppelt. Andererseits gibt es gewippte Einwegbioreaktoren, ohne weitere mechanische Einbauten in den Beuteln, sogenannte „Wave“- oder „Rocking-Motion“-Bioreaktoren. Beide Varianten werden heute sinnvoll bis zu einer Größe von 1000 L Volumen eingesetzt. Ein weiteres Gerät, der Kuhner-Schüttler, war ursprünglich zur Medienherstellung gedacht, kann aber auch für Zellkultivierungen eingesetzt werden. Weiter gibt es 3D-gedruckte Bioreaktoren im kleineren Maßstab von 500 ml bis 50L Totalvolumen. Sie können individuell passend zum jeweiligen Prozess gestaltet werden. Verfügbar sind sie als Laborreaktoren für die Forschung und Entwicklung oder GMP-konform für klinische Versuche.

### Art der Prozessführung
Neben den klassischen Verfahren wie satzweise, kontinuierliche oder zufütterungsbasierte Kultivierung kommt auch die Perfusionskultur zum Einsatz. Bei Bioreaktoren mit Perfusionsmodul wird der Kulturraum in zwei Kompartimente aufgeteilt: einen Wachstumsraum, in dem sich die Zellen befinden, und einen zellfreien Metabolit-/Nährstoff-Raum. Die Trennung der beiden Räume erfolgt durch eine semipermeable Membran. Durch ihr Wegwerfprinzip eignen sich Einwegbioreaktoren besonders für die Perfusionskultur. Es gibt sowohl kleinvolumige Laborreaktoren als auch Systeme im 100-l-Maßstab.
Die Schallwellenseparation (Acoustic Wave Separation, AWS), eine revolutionäre Technologie zur Zellkultur-Klärfiltration für Fed-Batch- und Perfusionsanwendungen, ermöglicht ein hocheffizientes, kontinuierliches Entfernen von Zellen in einem geschlossenen System ohne Zentrifugation. Bei der AWS-Technologie werden akustische Kräfte auf einen Flusskanal angewendet, um eine stehende 3D-Welle zu erzeugen. Wenn eine Zellkultur den Flusskanal passiert, werden die Zellen an den Knoten der Schallwellen aufgehalten und dann aggregiert. Schließlich kommt es aufgrund des abnehmenden Auftriebs zu ihrer Ausfällung. Wichtige Vorteile sind kein Temperaturanstieg, keine Schädigung von Zellen oder Proteinen und ein robuster Prozess mit hoher Ausbeute.
Man unterscheidet zwischen Flachmembran-Bioreaktoren und Hohlfaserkartuschen. Durch die semipermeable Membran gelangen die nötigen Nährstoffe in den Wachstumsraum und stehen den Zellen zur Verfügung. Gleichzeitig diffundieren wachstumslimitierende Stoffwechselprodukte in den Metabolit-/Nährstoff-Raum. Dadurch lassen sich sehr hohe Zelldichten erreichen. Der Bioreaktor-Aufbau gestaltet sich jedoch im Vergleich zu den anderen Kultursystemen komplexer. Ein Hohlfaserreaktor besteht zum Beispiel aus tausenden von Hohlfasern, welche ein Kapillarsystem simulieren. Folglich ist das Scale-up nur beschränkt möglich.

### Messen und Regeln
Das Messen und Regeln eines Zellkulturprozesses in einem Einwegbioreaktor stellt eine ungeahnte Herausforderung dar, da der Kunststoffbeutel, in dem die Kultivierung stattfindet, ein geschlossenes, vorsterilisiertes System ist. Thermostatfühler, pH- und Leitfähigkeitsmesselektroden, Glucose- und Sauerstoffelektroden, Drucksensoren u. a. können daher nicht einfach bei Bedarf in den Beutel eingeführt werden, sondern müssen bereits vorher in den Beutel eingebaut sein. Daraus ergeben sich vielschichtige Probleme, weil die Beutel einerseits trocken hergestellt, gelagert und ausgeliefert werden und andererseits weitere Kalibrierungen vor der Benutzung  des Beutels nicht möglich sind. Außerdem muss bei der Herstellung der Beutel eine Entscheidung getroffen werden, welche Konfiguration der möglichen Sensoren sinnvoll ist und vorab eingebaut werden soll. Diese Herausforderungen führten zur Entwicklung völlig neuer Messverfahren. Der pH-Wert beispielsweise wird über ein nur wenige Millimeter großes Plättchen gemessen, das sich im Beutel hinter einer schützenden Membran befindet und einen speziellen Farbstoff trägt. Dieser Farbstoff verändert sich unter dem Einfluss eines sich ändernden pH-Wertes. Diese Veränderung lässt sich wiederum mit einem Laser-optischen Verfahren von der Außenseite des Beutels messen, und daraus der pH-Wert bestimmen. Diese und andere nicht-invasive Verfahren und Messtechniken wurden in den vergangenen Jahren zur Serienreife entwickelt, auch wenn die einzelnen Sensoren noch immer spezifische Probleme in sich tragen die langfristig der Verbesserung bedürfen.

## Einwegprozesslösungen
Neben den Einwegbioreaktoren, werden komplette Einwegprozesslösung für ganze Prozesslinien angeboten. Diese umfassen die Medien- und Pufferherstellung, Zellernte, Filtration, Aufreinigung und Virusinaktivierung.

## Vor- und Nachteile
Gegenüber Edelstahlanlagen haben Einwegmaterialien einige Vorteile. Durch die Einwegtechnologie werden aufwendige Reinigungs- und Sterilisationsverfahren vermieden, was insbesondere in der pharmazeutischen Produktion zu weniger komplexen Qualifizierungs- und Validierungsverfahren und damit zu erheblichen Kosteneinsparungen führt. Wie bei anderen Einwegtechnologien vermindert der Einsatz von Einwegbioreaktoren das Risiko von Kreuzkontaminationen und erhöht damit die Bio- und Prozesssicherheit. Sie sind daher von besonderem Interesse für die Herstellung von biologischen Präparaten.
Im Vergleich zu traditionellen Bioreaktoren bestehen Einwegbioreaktoren oft nur aus sehr wenigen Teilen. Damit sind die Anschaffungskosten niedriger und der Wartungsaufwand ist stark vermindert.
Maßgeblich für die Brauchbarkeit derartiger Reaktorsysteme ist der erzielbare Sauerstoffeintrag, der durch den sogenannten spezifischen Stoffübergangskoeffizienten (kL) bezogen auf die spezifische Phasengrenzfläche (a), genannt kLa-Werte  bestimmt wird. Theoretisch kann dieser durch einen höheren Energieeintrag (Erhöhung der Rührerdrehzahl, bzw. der Schüttlerfrequenz) beeinflusst werden. Da Einwegbioreaktoren, vorwiegend für Zellkultivierungen benutzt werden, wird dies jedoch durch die Natur der recht empfindlichen Zellensysteme beschränkt. Höherer Energieeintrag führt zu höheren Scherkräften (Reibung der Zellen aneinander), wodurch die Zellen zerstört werden können. Eine weitere technische Grenze setzt die Stabilität der Beutel, da mit steigendem Volumen und der dadurch bedingten Füllhöhe der Innendruck auf die relativ dünnen Materialien steigt, und die Belastung zu Leckagen führen kann.
Bei Einwegbioreaktoren besteht gegenwärtig noch der Nachteil in ihrer Limitierung bei der Maßstabsvergrößerung, ihr Arbeitsvolumen ist zurzeit auf 2000 l beschränkt.
Einwegbioreaktoren sind wegen des Wegwerf-Aspekts der zur Kultivierung verwendeten Beutel nicht unbedingt umweltschädlicher als konventionelle Bioreaktoren. Eine komplette Ökobilanz zum Vergleich von Einwegbioreaktoren mit konventionellen Bioreaktoren aus Edelstahl oder Glas ist bisher nicht verfügbar, dennoch spricht auch aus ökologischer Sicht vieles für die Verwendung von Einwegbioreaktoren. Ähnlich wie bei Mehrwegflaschen und PET-Flaschen, muss man nicht nur auf die Herstellung der Produkte schauen, sondern auf den gesamten Lebenszyklus insbesondere bei der Verwendung und Wiederverwendung. Das Kernstück des Einwegbioreaktors ist ohnehin kein Einweg-Produkt, sondern wird immer wieder benutzt. Lediglich das Kulturgefäß ist ein Plastikbeutel, der nur einmal benutzt wird. Der Plastikbeutel mitsamt Sonden und Anschlüssen sowie ggf. Einbauten von Rührorganen, besteht fast ausschließlich aus erdölbasierten Kunststoffen. Derzeitige Recyclingkonzepte gehen von einer Verbrennung nach der Verwendung aus. Dabei wird die im Produkt gespeicherte Energie die aus dem Erdöl stammt in Form von Strom oder Wärme zurückgewonnen. Da der größte Teil des Erdöls ohnehin in Kraftwerken oder Automotoren verbrannt wird, ist der zusätzliche Umwelteinfluss der Verbrennung von Einwegsystemen aus der Bioprozesstechnik, die auf ihrem Lebensweg bis zur Verbrennung lediglich einen Umweg machen, unerheblich. Somit bleibt schließlich noch die Energie für die Herstellung und den Transport zu berücksichtigen. Die Herstellung konventioneller Bioreaktorkulturgefäße aus Stahl oder Glas ist zweifelsohne energieaufwendiger als die Herstellung eines Plastikbeutels. Bei der Verwendung des konventionellen Bioreaktors muss das Kulturgefäß nach jeder Fermentation aufwendig gereinigt werden, dazu werden große Mengen Wasser benötigt, aber auch Säuren, Basen oder Reinigungs- und Desinfektionsmittel. Schließlich werden die Bioreaktoren mit Heißdampf bei 121 °C unter Druck von 1 bar sterilisiert, was wiederum große Mengen an Wasser und Energie verschlingt. Beim verwendeten Wasser, vor allem bei pharmazeutischen Anwendungen, bei denen es auf die Reinheit der Produkte ankommt, handelt es sich um destilliertes Wasser, welches zuvor wiederum durch einen hohen Energieaufwand eigens hergestellt werden muss. Beim genaueren Hinschauen stehen Einwegbioreaktoren daher offensichtlich viel besser da als dies ursprünglich zu vermuten wäre. Nach einer Untersuchung können durch die Verwendung von Einwegbioreaktoren gegenüber konventionellen Bioreaktoren 30 % der elektrischen Energie zum Betrieb, 62 % der zur Herstellung verwendeten Energie, 87 % an Wasser und 95 % der Reinigungsmittel eingespart werden.